# Mathieu Sohier
Mathieu o Mathias Sohier fou un compositor francès, nascut als últims anys del segle xv, i mort després del 1556). Fou mestre dels infants de cor de Notre-Dame de París i després mestre de capella d'aquesta, càrrec que ocupava encara el 1556. De Sohier es coneixen dues Ave Regina, a quatre veus; vuit regina coeli, a vuit; set salve regina, a quatre; cançons franceses, publicades en els volums XI i XIV de l'antologia d'Attaignant (París, 1542 i 1545), i una missa, en el Missarum musicalum (París, 1556).